# ビミアンソ

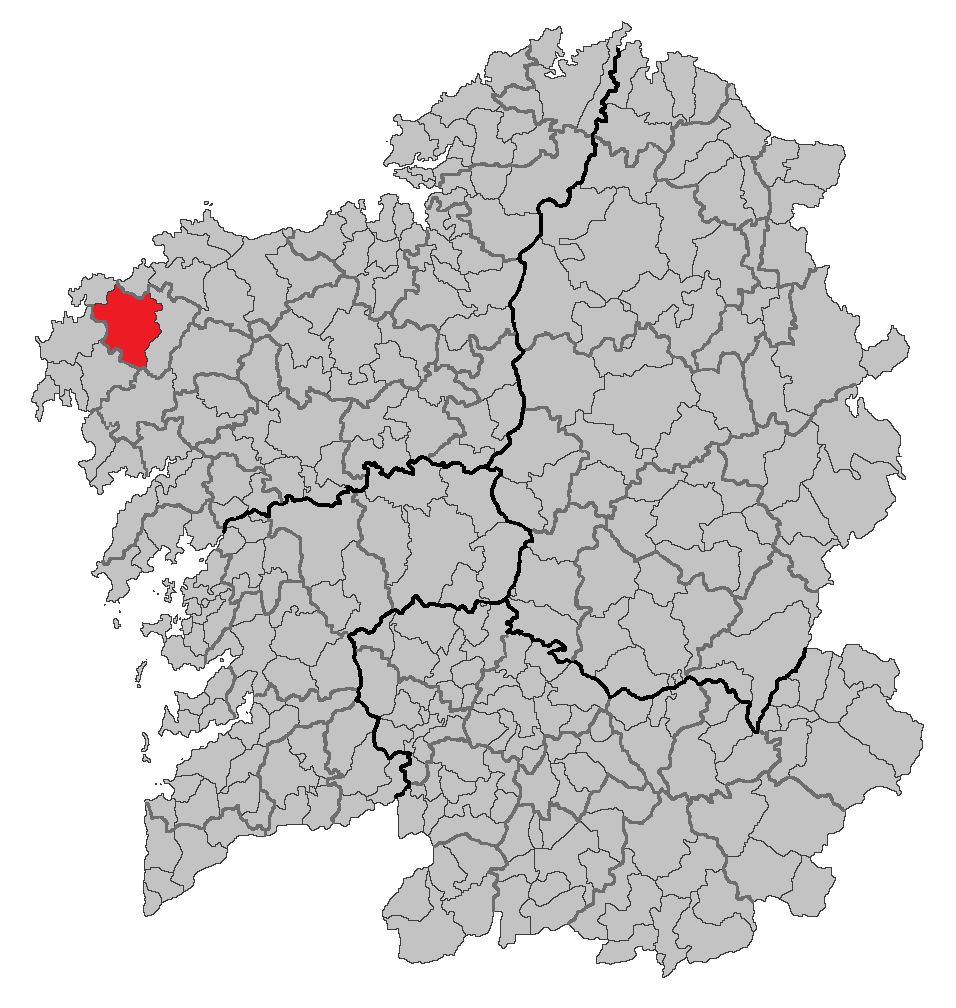

ビミアンソ（Vimianzo）は、スペイン、ガリシア州、ア・コルーニャ県の自治体。コマルカ・ダ・テーラ・デ・ソネイラに属する。ガリシア統計局によると、2011年の人口は8,039人（2010年：8,128人、2009年：8,204人、2006年:8,402人、2005年:8,466人、2004年:8,517人、2003年:8,653人）。住民呼称は、vimiancés/-esa。
ガリシア語話者の自治体住民に占める割合は99.49%（2001年）。

## 地理
サス、ドゥンブリーア、ムシーア、カマリーニャス、ラシェの各自治体と境界をなす。
ビミアンソはコルクビョン司法管轄区に属す

### 人口
| ビミアンソの人口推移 1900－2010                         |
|                                                         |
| 出典:INE（スペイン国立統計局）1900年 - 1991年、1996年 - |

## 史跡
自治体内には数多くの古代の巨石記念物が残されている。中でも、ペドラ・クベルタ、カソータ・デ・フレアンス、ペナ・モウラ・デ・モンテ・カルニオのドルメンはよく知られている。また、近年ボアージョやベルドイアスといった地区でペトログリフも発見されている。ティーネス教区では1950年代に"Estela de Vitorinus"として知られる墓石やローマ・スエビ期のさまざまな埋蔵物が発見されており、これらはア・コルーニャの考古学博物館で、現在見ることができる。
中世のものとしては、ビミアンソ城（マルテーロの塔とも呼ばれる）が知られており、この城は極めて良好な状態で保存されており、訪れることができる。そのほかに、16世紀に防衛のための城郭として建てられたセレイショの塔と呼ばれる城がある。この城は発見されたサンティアゴの亡骸が最初に移されたとされる場所に建てられたロマネスク教会のそばに位置している。

## 政治
自治体首長はガリシア民族主義ブロック（BNG）のマヌエル・アンテーロ・パソス（Manuel Antelo Pazos）。自治体評議員はガリシア社会党（PSdeG-PSOE）：6、ガリシア国民党（PPdeG）:4、ガリシア民族主義ブロック:3となっている（2011年5月22日の自治体選挙結果、得票順）。
| 1999年6月13日自治体選挙 |        |        |          |
| 政党                    | 得票数 | 得票率 | 獲得議席 |
| PSdeG-PSOE              | 3,451  | 56.97% | 8        |
| PPdeG                   | 1,495  | 24.68% | 3        |
| BNG                     | 1,084  | 17.89% | 2        |

| 2003年5月25日自治体選挙 |        |        |          |
| 政党                    | 得票数 | 得票率 | 獲得議席 |
| PSdeG-PSOE              | 3,214  | 54.05% | 7        |
| BNG                     | 1,427  | 24.00% | 3        |
| PPdeG                   | 1,279  | 21.51% | 3        |

| 2007年5月27日自治体選挙 |        |        |          |
| 政党                    | 得票数 | 得票率 | 獲得議席 |
| PSdeG-PSOE              | 2,756  | 42.75% | 6        |
| PPdeG                   | 1,891  | 29.33% | 4        |
| BNG                     | 1,510  | 23.42% | 3        |
| TEGA                    | 269    | 4.17%  | 0        |

| 2011年5月22日自治体選挙 |        |        |          |
| 政党                    | 得票数 | 得票率 | 獲得議席 |
| BNG                     | 1,722  | 29.69% | 4        |
| PPdeG                   | 1,480  | 25.52% | 3        |
| IxVIMIANZO              | 1,407  | 24.26% | 3        |
| PSdeG-PSOE              | 1,132  | 19.52% | 3        |

## 教区
ビミアンソは14の教区に分けられる。
- バイーニャス（サント・アントイーニョ）
- バミーロ（サン・アメディオ）
- ベルドイアス（サン・ペドロ）
- カロ（サン・ショアン）
- カンベーダ（サン・ショアン）
- カラントーニャ（サン・マルティーニョ）
- カルネス（サン・クリストーボ）
- カストレーロ（サン・マルティーニョ）
- セレイショ（サンティアーゴ）
- サルト（サンタ・マリーア）
- セラーモ（サン・セバスティアン）
- ティーネス（サンタ・バイア）
- トレーオス（サン・ミゲル）
- ビミアンソ（サン・ビセンソ）

## ギャラリー
- ビミアンソ城
- ビミアンソ城
- ビミアンソ城
- ペドラ・ダ・レブレ（セラーモ教区）
- カソータ・デ・フレアンス